# Yankuba Minteh
Yankuba Minteh, né le 22 juillet 2004 à Bakoteh en Gambie, est un footballeur international gambien qui évolue au poste d'ailier droit à Brighton & Hove Albion.

## Biographie

### En club
Né à Bakoteh en Gambie, Yankuba Minteh est formé par le club local du Steve Biko FC avant de rejoindre le Danemark à l'été 2021 pour être testé par l'Odense BK, puis une seconde fois à l'automne de la même année,. Il impressionne lors de ces essais et s'engage officiellement avec le club le 19 août 2022, signant un contrat de deux ans avec l'OB, soit jusqu'en juin 2024.
Il joue son premier match en professionnel pour l'Odense BK, le 10 septembre 2022, lors d'une rencontre de championnat face au FC Copenhague. Il entre en jeu à la place de Franco Tongya et fait forte impression en marquant son premier but, donnant par la même occasion la victoire à son équipe (2-1 score final).
Lors de l'été 2023, Yankuba Minteh s'engage en faveur de Newcastle United. Le transfert est annoncé dès le 12 juin 2023 mais il est directement prêté au Feyenoord Rotterdam pour une saison,.
Minteh inscrit son premier but pour Feyenoord le 3 septembre 2023, lors d'une rencontre de championnat face au FC Utrecht. Il entre en jeu et participe à la victoire de son équipe par cinq buts à un,.
Minteh remporte la Coupe des Pays-Bas 2023-2024 avec Feyenoord, étant titulaire lors de la finale qui a lieu le 21 avril 2024, face au NEC Nimègue. Son équipe s'impose sur le score de un but à zéro ce jour-là,.
Le 1er juillet 2024, Yankuba Minteh signe en faveur de Brighton & Hove Albion à la fin de son prêt réussi à Feyenoord. Il ne joue ainsi aucun match avec Newcastle, qui l'avait recruté un an plus tôt. Il signe un contrat de cinq ans, soit jusqu'en juin 2029 avec les Seagulls. Le transfert est estimé à 35 millions d'euros ce qui fait de lui le joueur africain de moins de 20 ans le plus cher de l'histoire, mais aussi le joueur gambien le plus cher.
Minteh inscrit son premier but pour Brighton le 6 octobre 2024, lors d'une rencontre de championnat face à Tottenham Hotspur. Il est titularisé et participe à la victoire de son équipe par trois buts à deux,.

### En sélection
Yankuba Minteh honore sa première sélection avec l'équipe nationale de Gambie face au Congo, le 10 septembre 2023. Il entre en jeu après la mi-temps et se fait remarquer en inscrivant son premier but en sélection. Les deux équipes se neutralisent ce jour-là (2-2 score final),.

## Palmarès

### En club
Feyenoord Rotterdam
- Coupe des Pays-Bas (1) :
  - Vainqueur : 2023-2024.
- Johan Cruijff Schaal
  - Finaliste en 2023.